# Lîholitkî, Kozeleț
Lîholitkî (în ucraineană Лихолітки) este o comună în raionul Kozeleț, regiunea Cernihiv, Ucraina, formată numai din satul de reședință.

## Demografie
Componența lingvistică a comunei Lîholitkî
     Ucraineană (99,18%)
     Alte limbi (0,82%)
Conform recensământului din 2001, majoritatea populației comunei Lîholitkî era vorbitoare de ucraineană (99,18%), existând în minoritate și vorbitori de alte limbi.